# Zona Industrială Constanța
Zona Industrială Constanța este acea zonă din orașul Constanța, unde se întâlnesc cele mai multe fabrici din oraș . Printre ele se numără Celco, Furnirom, Fabrica de Oxigen, Fabrica de Bere, Fabrica de Ulei, Fabrica de Pâine, societatea SA Palas și Autobaza RATC Autobuze precum și fostul Depou de Tramvaie.
 Acest articol despre o localitate din județul Constanța este deocamdată un ciot. Puteți ajuta Wikipedia prin completarea lui.